# Skipjack (bateau)

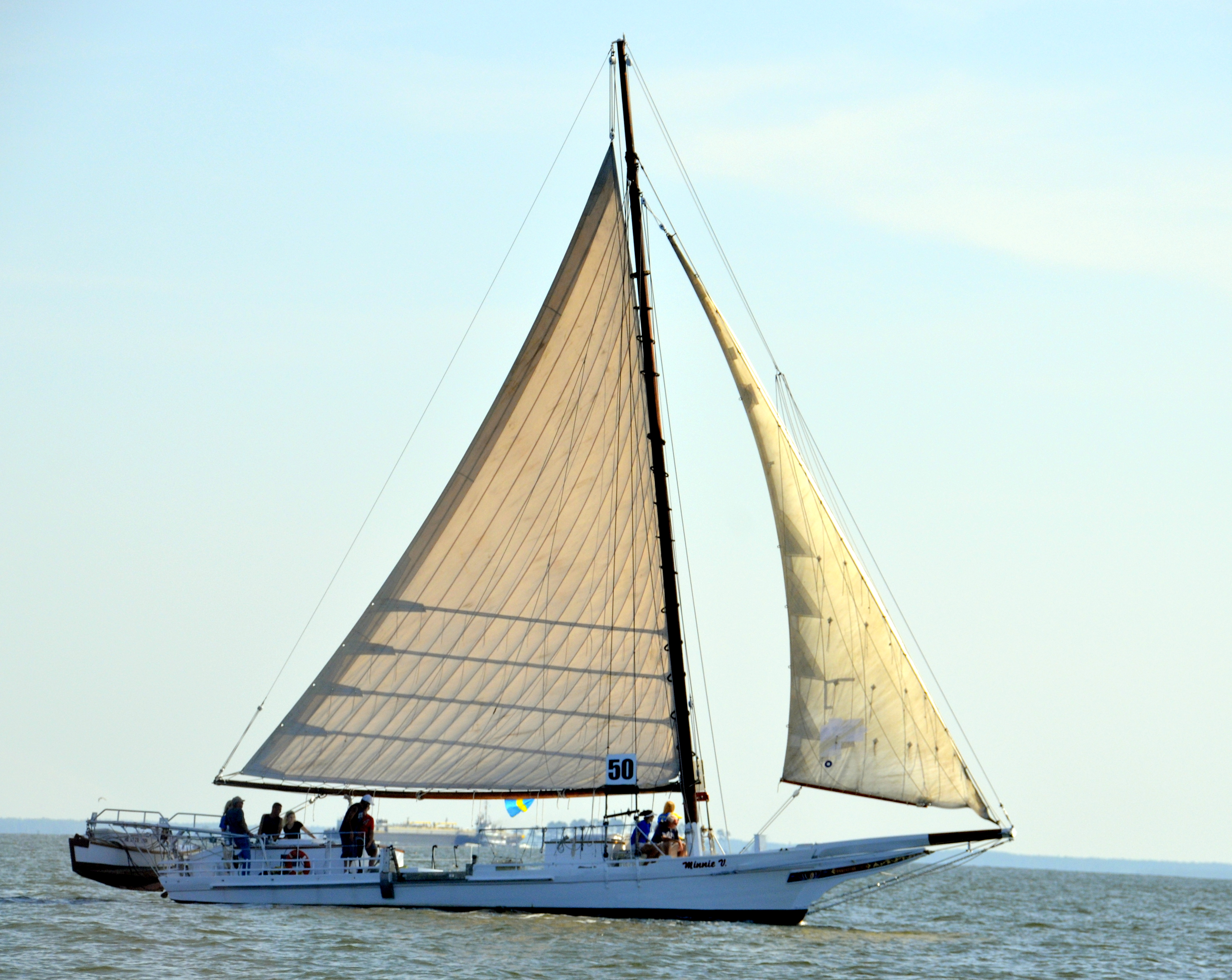
Le skipjack Minnie V sous voile

Le skipjack est un bateau ostréicole de pêche traditionnelle utilisé dans la baie de Chesapeake pour le dragage des huîtres. C'est un voilier qui a succédé au type bugeye en tant que principal bateau ostréicole sur la baie, et il reste en service en raison des lois restreignant l'utilisation du bateau à moteur pour la pêche aux huîtres de l'État du Maryland.

## Conception et construction
Ce voilier de pêche est gréé en sloop, avec un mât fortement incliné et une bôme extrêmement longue (généralement de la même longueur que le pont du bateau). La grand-voile est ordinairement triangulaire, bien que certains sont gréés avec une voile à corne (voile aurique). Le foc est auto-tendant comme un génois et monté sur un long beaupré (ou bout-dehors). Ce plan de voile permet d'avoir la puissance nécessaire pour tirer la drague, notamment par vent faible, tout en minimisant l'équipage nécessaire pour manœuvrer le bateau.

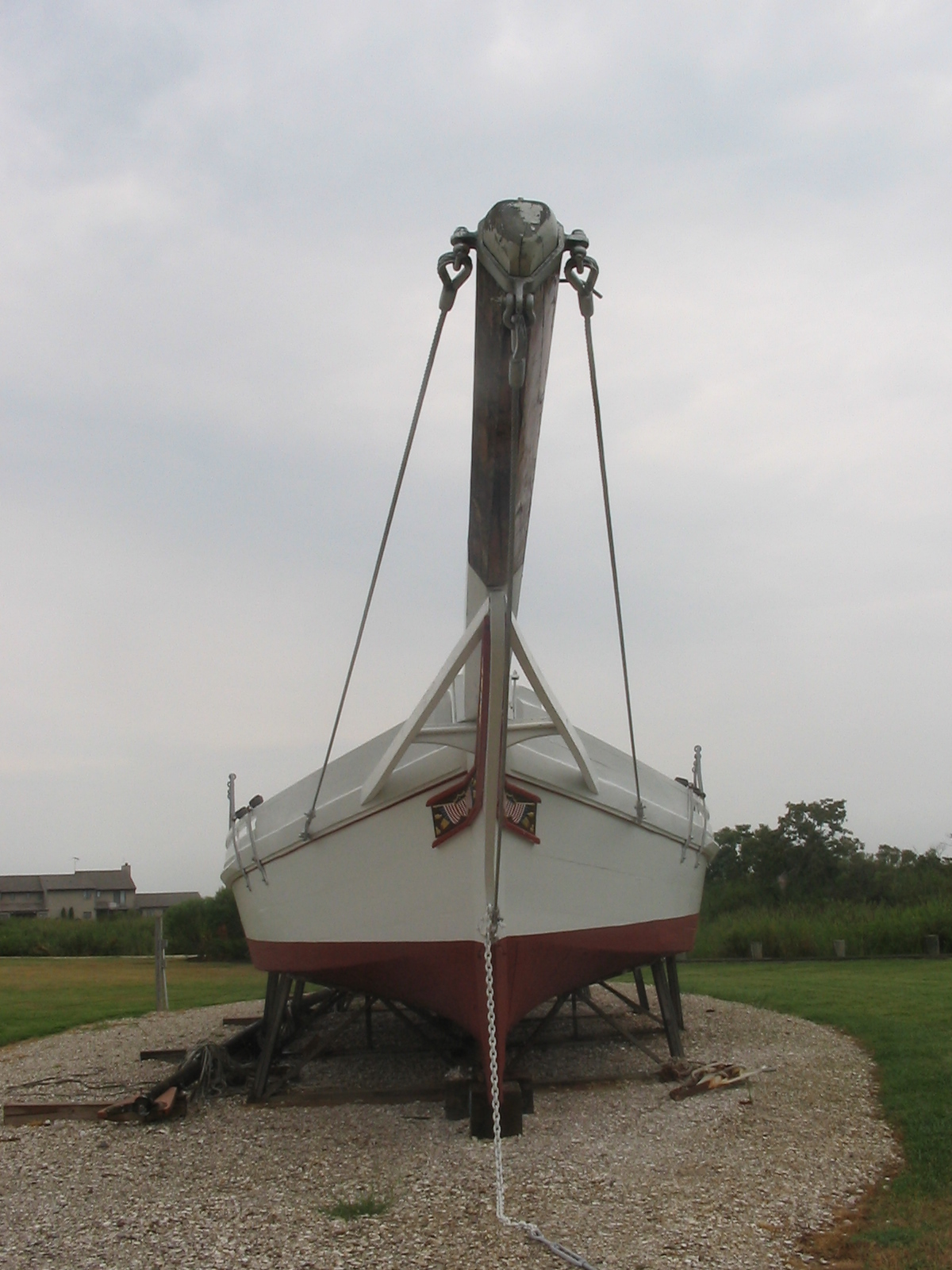
Skipjack vu de la proue

La coque est en bois et en forme de V, avec un bouchain dur et une poupe carrée. Afin de fournir une plate-forme stable lors du dragage, les voiliers ont un franc-bord très bas et un large faisceau (en moyenne un tiers de la longueur sur le pont). Une dérive est montée à la place de la quille. Le mât est taillé dans une seule bille, avec deux haubans de chaque côté, sans barre de flèche ; il est étagé vers la proue du bateau, avec une petite cabine. Comme typique dans la pratique régionale, la proue présente une longue tête incurvée sous le beaupré, avec des panneaux de signalisation sculptés et peints. Une petite figure de proue est courante. Un skipjack typique mesure de 12 à 16 mètres  de long. Les bateaux utilisent un appareil à gouverner à vis sans fin à liaison directe (Self-steering gear (en)) monté immédiatement en avant du tableau arrière.
Le guindeau de drague et son moteur sont montés au milieu du bateau, entre le mât et le rouf. Des rouleaux et des pare-chocs sont montés de chaque côté du bateau pour guider la ligne de dragage et protéger la coque.
En raison des lois de l'État du Maryland, le bateau n'a pas de moteur (autre que pour le guindeau). La plupart des skipjacks ont finalement été modifiées avec des bossoirs à l'arrière pour porter un canot (skiff) afin de permettre les déplacements motorisés comme le permet la loi.

## Historique

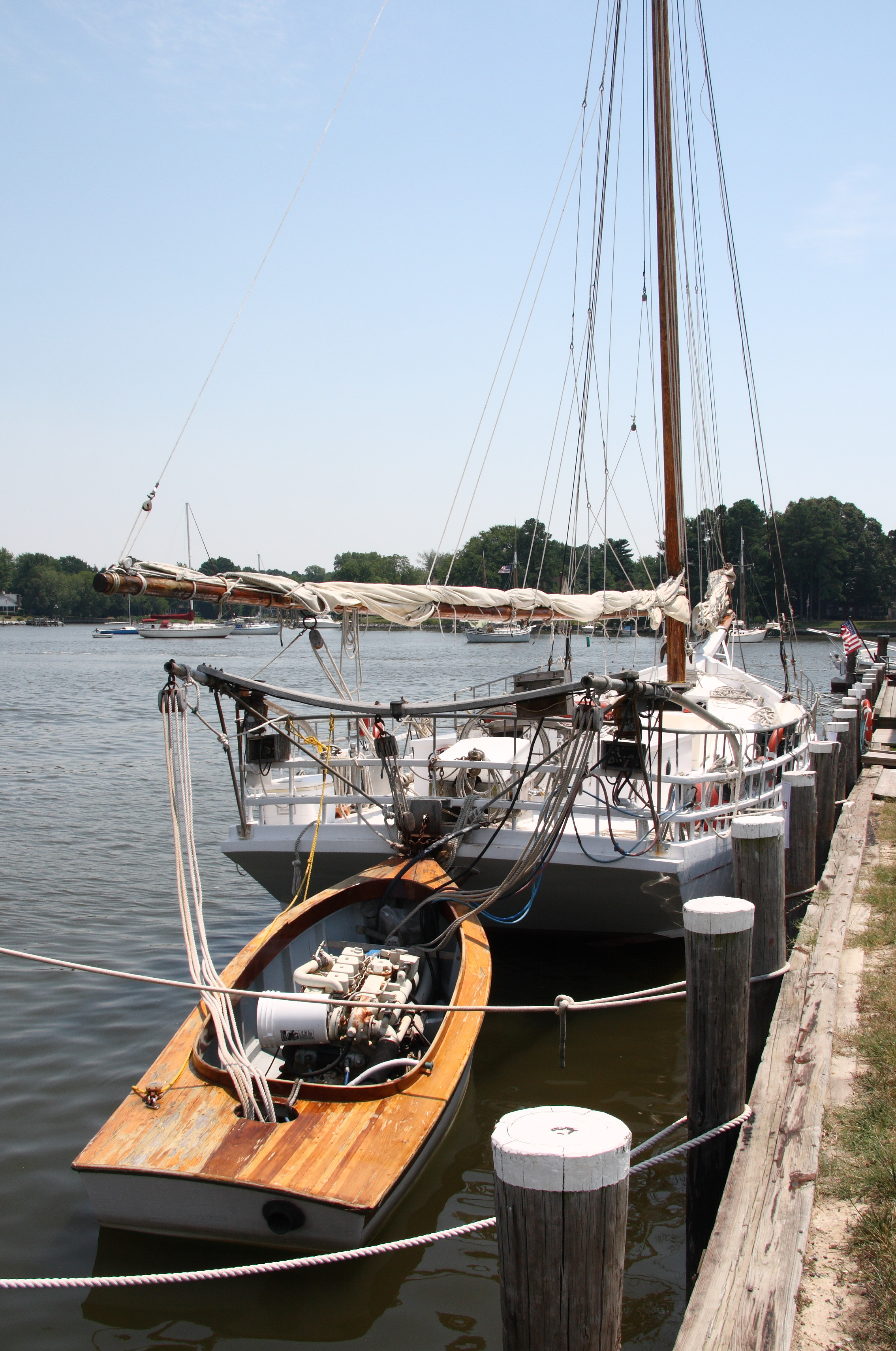
H.M. Krentz et son pousseur

Le skipjack est apparu vers la fin du XIXe siècle. Le dragage des huîtres, interdit en 1820, est à nouveau légalisé en 1865. Les bateaux de l'époque sont inadaptés et le bugeye s'est développé à partir du log canoe afin de fournir un bateau plus puissant adapté aux eaux peu profondes des parcs à huîtres.
Le bugeye était à l'origine construit avec une coque en bois, et comme l'approvisionnement en bois approprié était épuisé et que les coûts de construction augmentaient, les constructeurs se sont tournés vers d'autres conceptions. Ils ont adapté les sharpies typiques de Long Island Sound en augmentant la largeur et en simplifiant le plan de voilure. Le résultat était moins cher et plus simple à construire que le bugeye, et il est rapidement devenu le bateau ostréicole prédominant dans la baie.
Le débat reste à ce jour sur les origines du nom. Certains pensent qu'il vient d'un nom de pêcheur de la Nouvelle-Angleterre appelé le poisson volant exocoetidae. D'autres encore prétendent qu'il est dérivé d'un terme anglais archaïque, signifiant un «serviteur bon marché mais utile».
La récolte d'huîtres du Maryland a atteint un sommet sans précédent en 1884, avec environ 15 millions de boisseaux d'huîtres. La récolte d'huîtres a depuis diminué régulièrement, surtout à la fin du XXe siècle. La taille de la flotte a également diminué. De nouveaux skipjacks ont été construits jusqu'en 1993, mais une modification de la loi en 1965 a autorisé l'utilisation d'un moteur deux jours par semaine. En conséquence, peu de bateaux sont maintenant exploités à la voile à des fins commerciales ; au lieu de cela, un pousseur à moteur est utilisé pour le déplacer, et peu de dragage est effectué, sauf les jours où le moteur est autorisé.

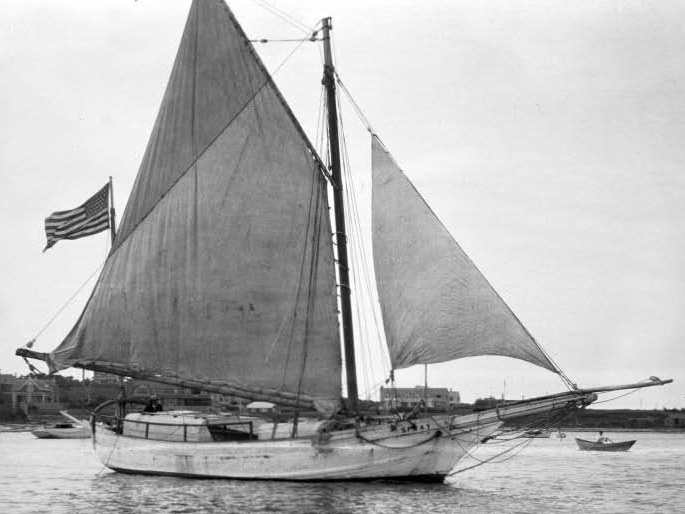
Skipjack Spray

À une époque, le nombre de skipjacks produits est estimé à environ 2.000 ; ils sont aujourd'hui une quarantaine, dont moins de la moitié pratiquent la pêche active. L'avenir de la flotte reste incertain alors que les efforts se poursuivent pour restaurer la productivité des parcs à huîtres.
Le skipjack a été désigné bateau d'État du Maryland en 1985.

### Quelques skipjacks toujours visibles
Ils sont tous classés au Registre national des lieux historiques (NRHP), et pour certains  au National Historic Landmark (NHL)
- Claude W. Somers de 1911, au Reedville Fishermen's Museum (en) à Reedville en Virginie, (Virginia Landmarks Register)
- E.C. Collier de 1910, au Chesapeake Bay Maritime Museum à St. Michaels au Maryland,
- Elsworth de 1901, à Chestertown (Maryland)
- Fannie L. Daugherty de 1904, à Wenona (Maryland)
- Hilda M. Willing de 1905, à Tilghman Island (NHL-Maryland)
- Ida May de 1906, à Chance (Maryland)
- Kathryn de 1901, à Tilghman Island (NHL-Maryland)
- Maggie Lee de 1903, à West Denton (Maryland)
- Minnie V de 1906, à Tilghman Island (Maryland)
- Rebecca T. Ruark de 1896, à Tilghman Island (NHL-Maryland)
- Sigsbee de 1901, à Tilghman Island (Maryland)
- Stanley Norman de 1902, à Annapolis (Maryland)
- Thomas W. Clyde de 1911, à Wenona (Maryland)

Le Rosie Parks de 1955, visible au Chesapeake Bay Maritime Museum à St. Michaels (Maryland), n'est pas classé monument historique.

## Galerie

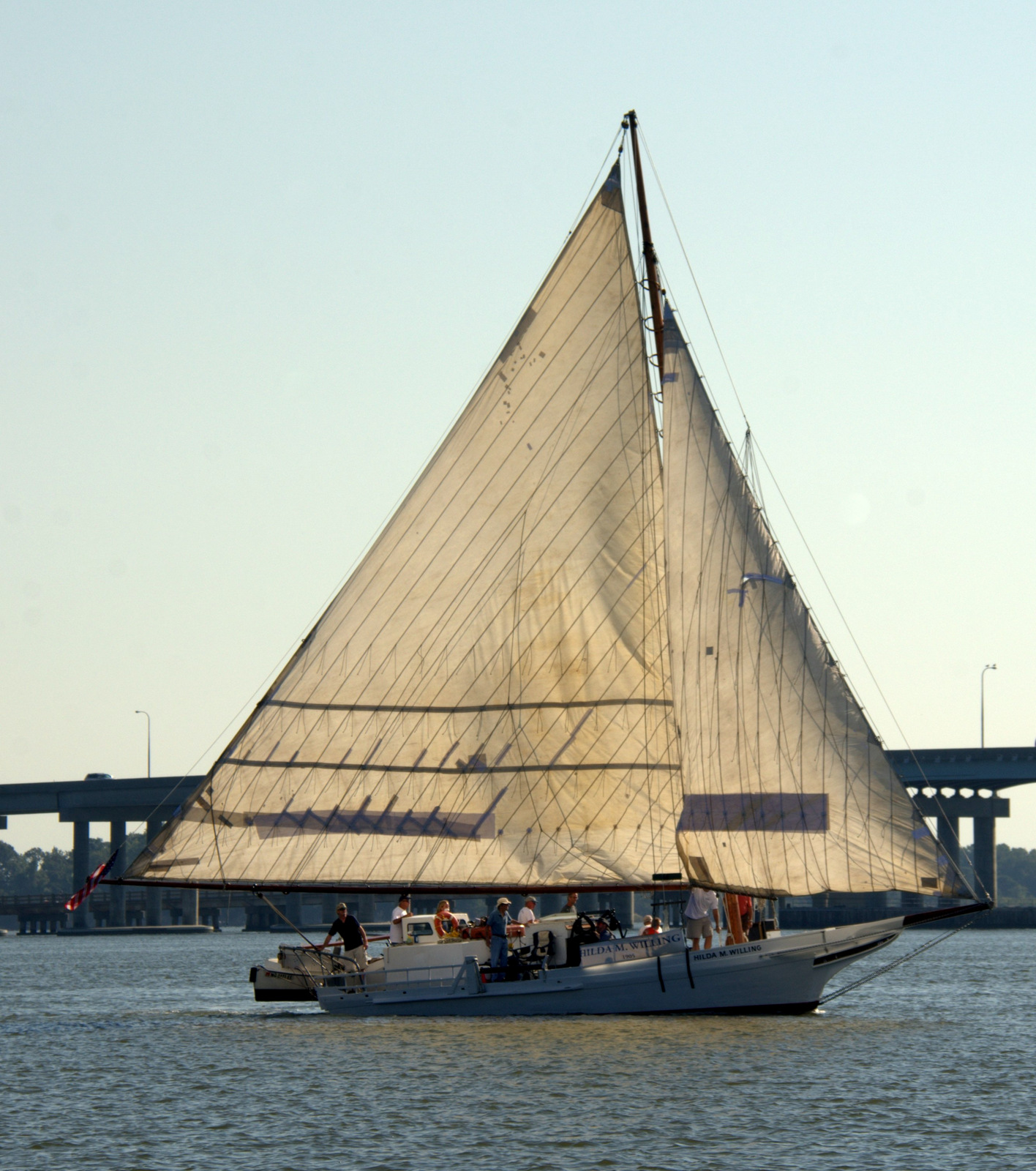
Hilda M. Willing en 2013
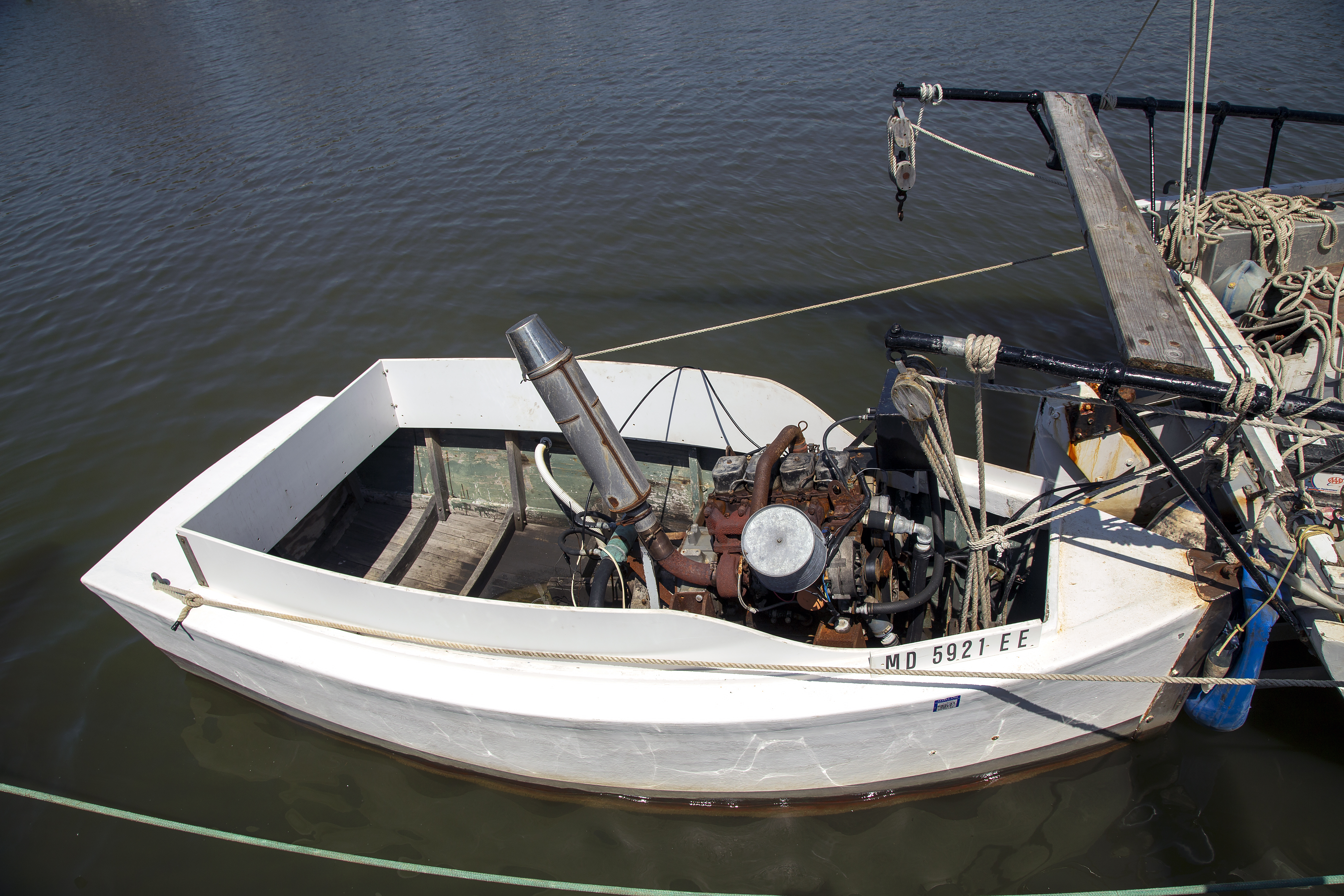
Pousseur du Hilda M. Willing
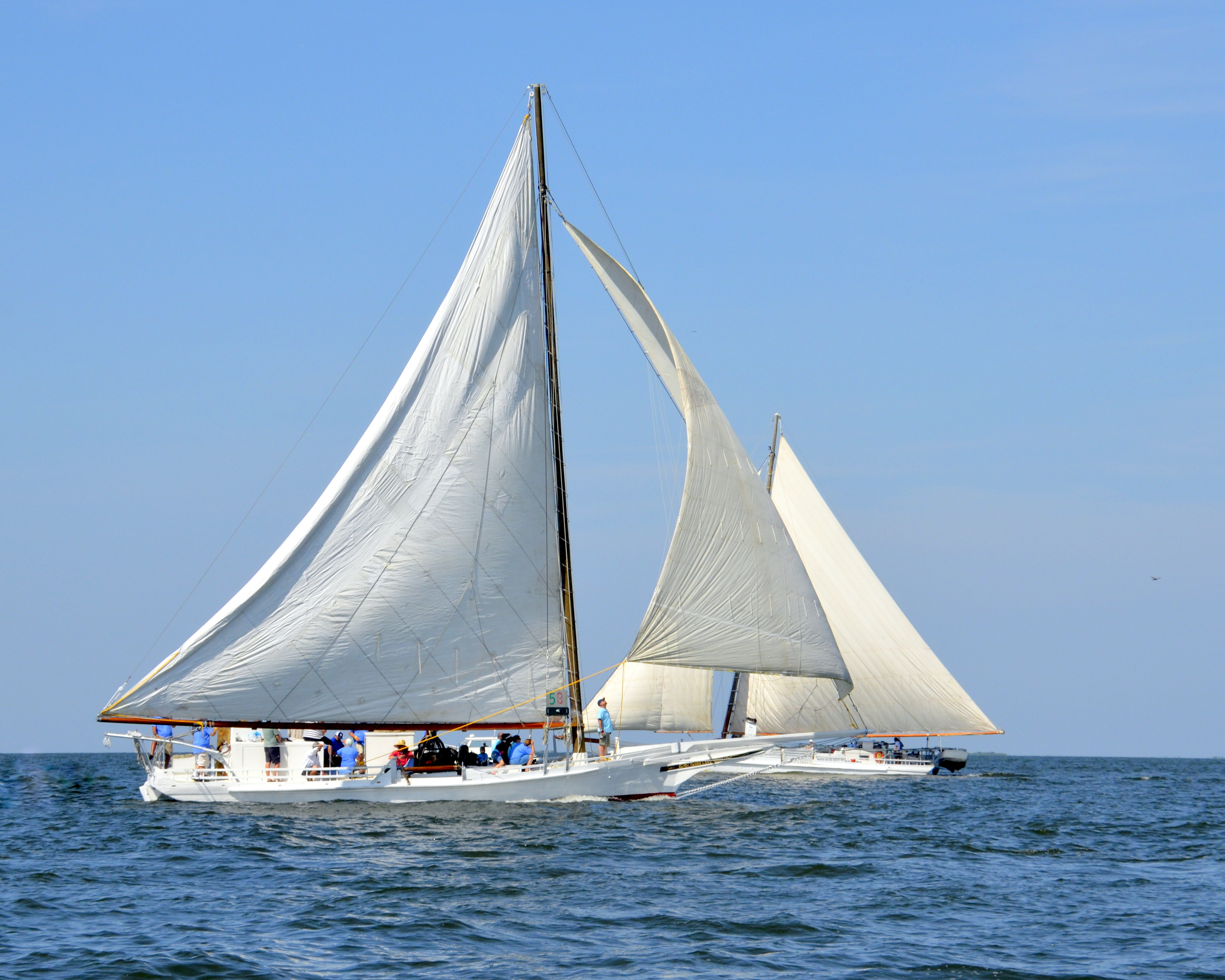
Fannie L. Daugherty en 2017
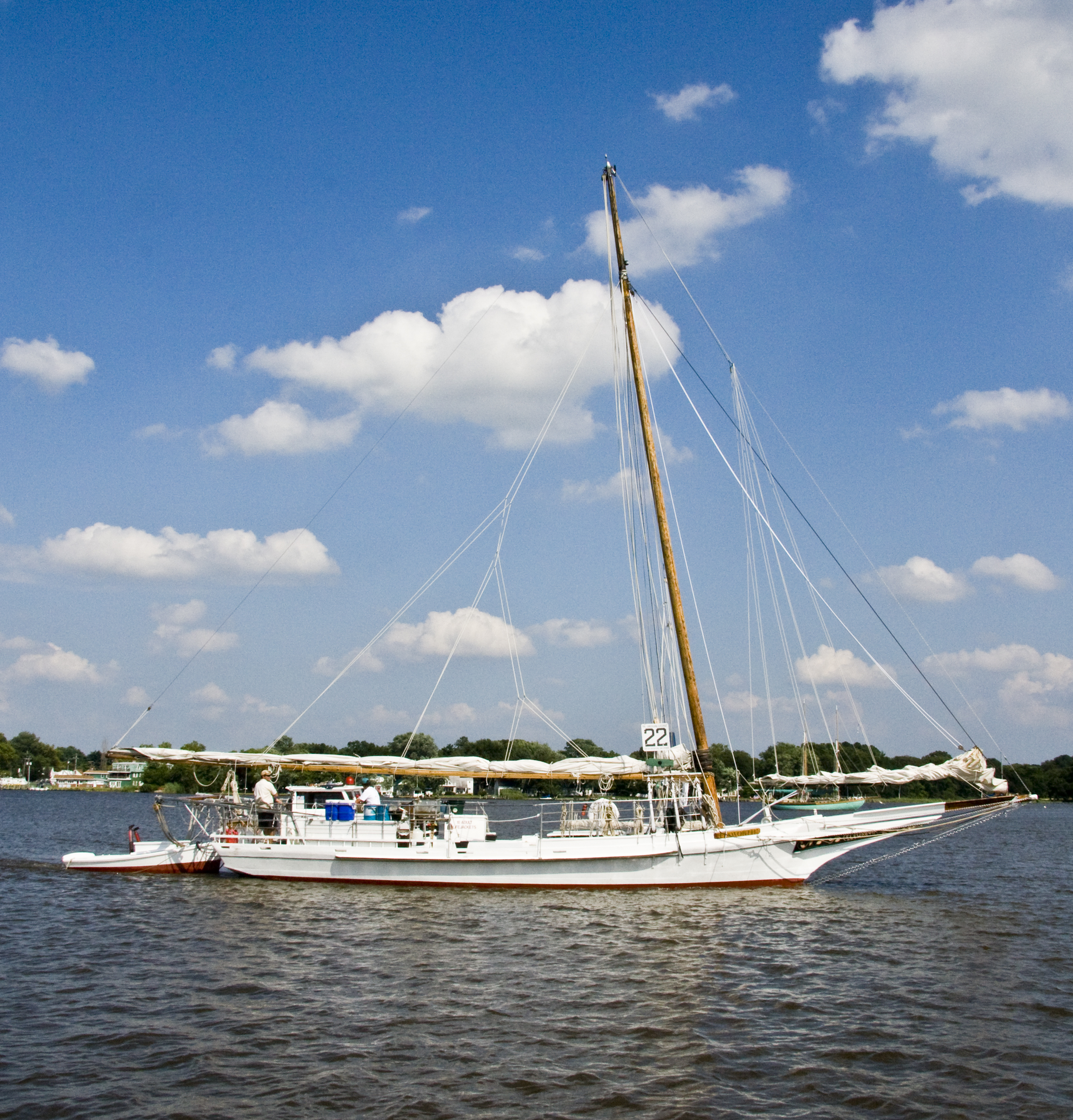
Elsworth en 2009
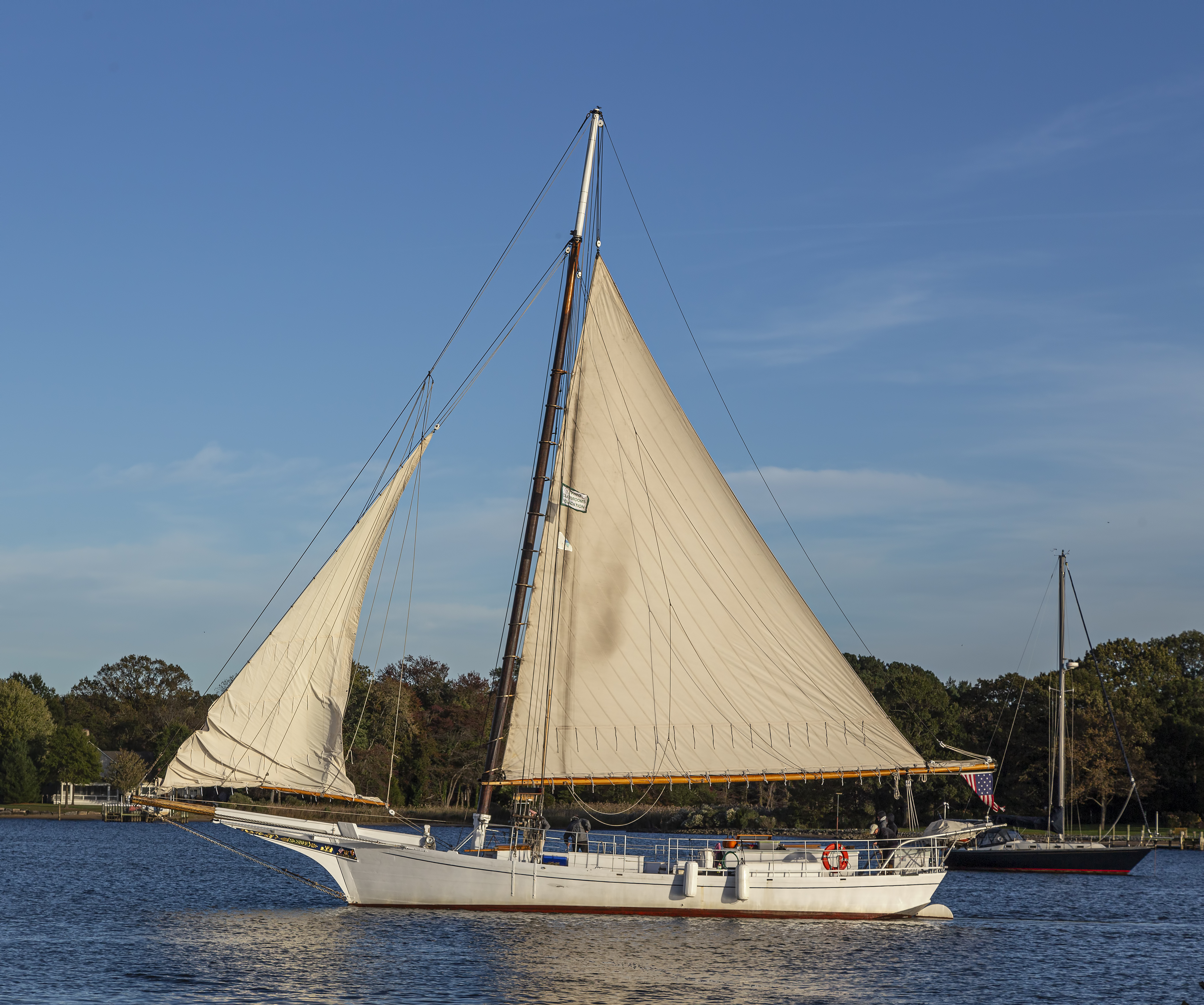
Sigsbee en 2016